# Perkoz Taczanowskiego
Perkoz Taczanowskiego (Podiceps taczanowskii) – gatunek średniej wielkości ptaka z rodziny perkozów (Podicipedidae). Znany tylko z jednego stanowiska na jeziorze Junín położonym na płaskowyżu w regionie Junín (4080 m n.p.m.) w środkowo-zachodnim Peru. Zagrożony wyginięciem.

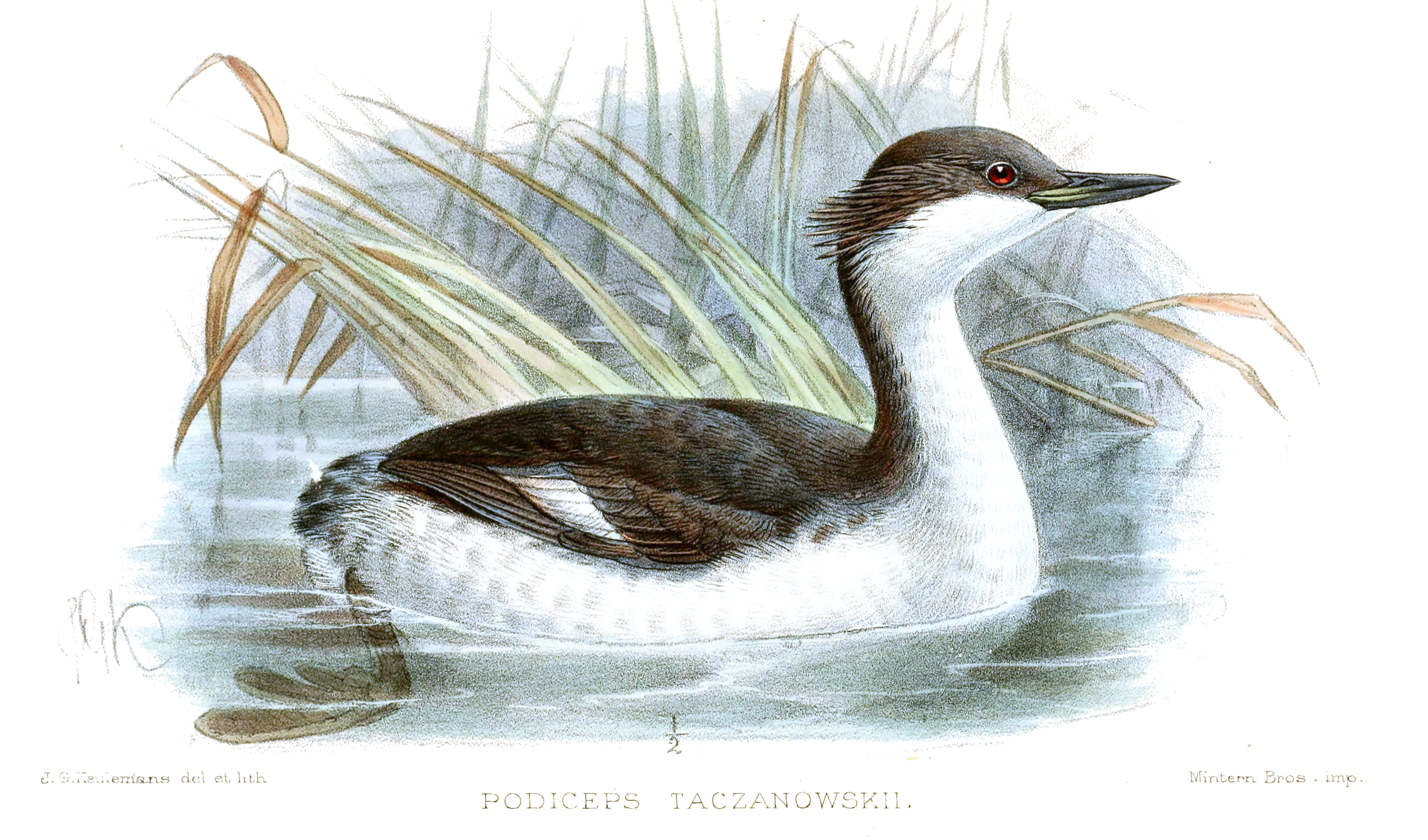
Rysunek dołączony do pierwszego opisu

TaksonomiaTakson ten opisali naukowo Hans von Berlepsch i Jan Sztolcman w 1894 na łamach czasopisma „Ibis”. Autorzy nadali gatunkowi nazwę Podiceps taczanowskii – na cześć polskiego ornitologa Władysława Taczanowskiego, autora m.in. Ornithology of Peru (1884–86). Nazwa ta obowiązuje do tej pory. Jest to gatunek monotypowy.
MorfologiaPerkoz Taczanowskiego jest gatunkiem nielotnym. Mierzy 33–38 cm długości. Samce są podobne pod względem upierzenia do samic, ale są większe.
EkologiaZamieszkuje otwarte wody jeziora. W okresie lęgowym przenosi się na wyspy porośnięte roślinami z gatunku Scirpus [californicus] tatora oraz w zatoczki i kanały porośnięte trzcinami. Gnieździ się w koloniach, w okresach dużej liczebności ryb z rodzaju Orestias w płytkich wodach.
Status, zagrożenia i ochronaW 1938 był to ptak wyjątkowo liczny, a jeszcze w 1961 populacja prawdopodobnie znacznie przekraczała 1000 osobników. W kolejnych latach nastąpiły jednak gwałtowne spadki liczebności i w 1993 populację szacowano już tylko na około 50 osobników, choć późniejsze badania wykazały, że były to dane zaniżone – uważa się, że od lat 70. do 90. stan populacji pozostawał mniej więcej stabilny na poziomie 250–300 osobników. Obecnie populację na wolności szacuje się na 140–320 dorosłych ptaków, a jej trend uznaje się za lekko spadkowy. Międzynarodowa Unia Ochrony Przyrody (IUCN) od 1994 uznawała perkoza Taczanowskiego za gatunek krytycznie zagrożony (CR – Critically Endangered), w 2020 zmieniono status na zagrożony (EN – Endangered).
Zanieczyszczenie środowiska i zarządzanie wodami z jeziora mają ogromny wpływ na zmniejszanie liczebności populacji tego gatunku. Jezioro Junín zostało uznane za rezerwat narodowy, ponadto w 1996 wyznaczono tu obszar Ramsar, a w 2008 uznano je za ostoję ptaków IBA.